# St. Judas Thaddäus (Duisburg-Buchholz)

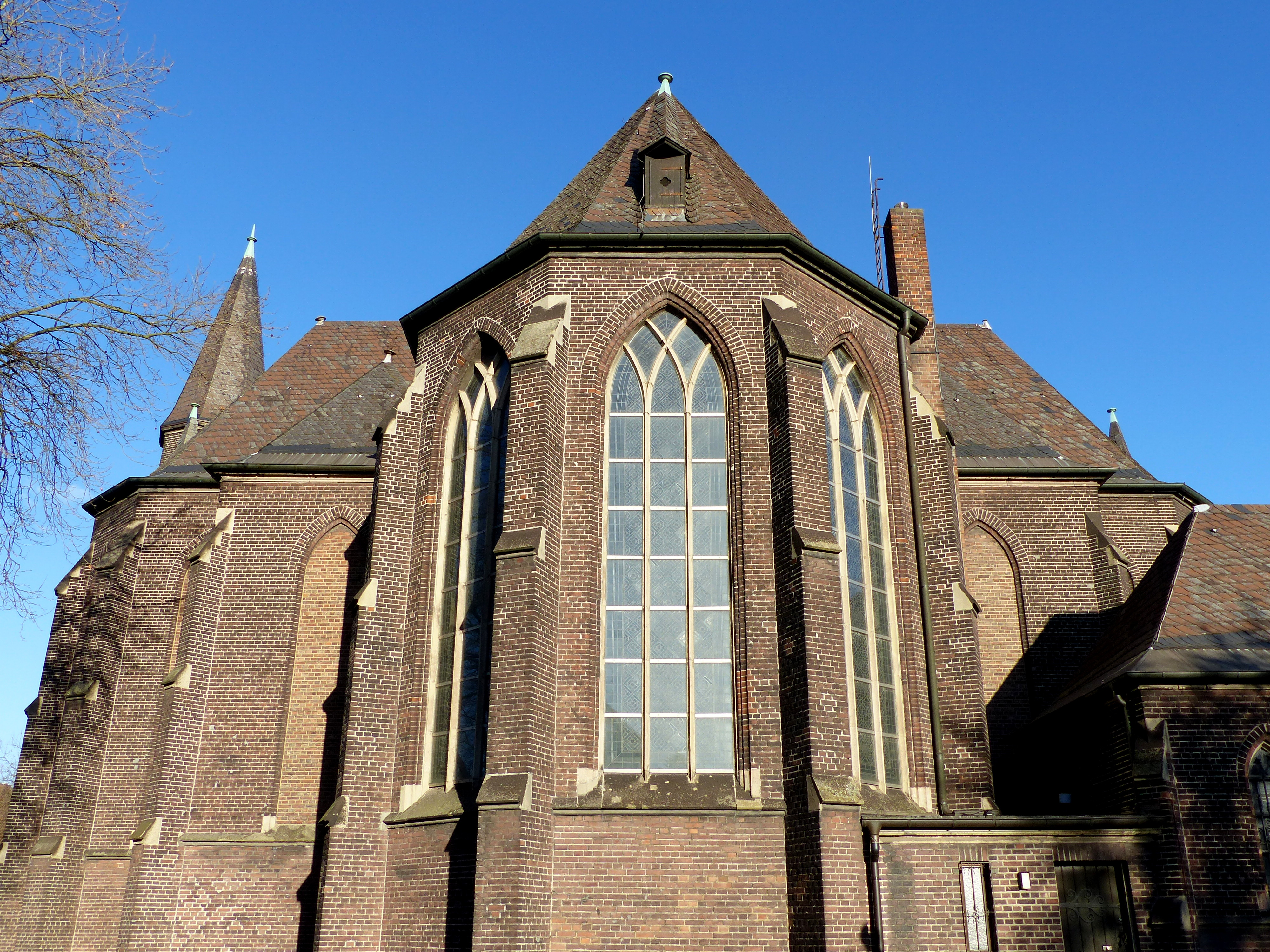
St. Judas Thaddäus

Die Kirche St. Judas Thaddäus ist eine römisch-katholische Kirche in Duisburg-Buchholz. Sie ist Pfarrkirche der Pfarrei St. Judas Thaddäus Duisburg-Süd im Bistum Essen.

## Geschichte
Ende des 19. Jahrhunderts wuchs die Zahl der Katholiken in Buchholz (damals Teil der Pfarrei Huckingen) auf 1500 an. 1893 wurde der Kirchbauverein St. Josef gegründet. 1898 wurde der Grundstein zur Kirche gelegt, deren Name inzwischen auf Verlangen eines Großspenders in St. Judas Thaddäus umbenannt worden war. Der Kölner Erzdiözesanbaumeister Heinrich Renard baute das Langhaus, das 1900 in Gebrauch genommen wurde. 1909–1910 erfolgte durch den Architekten Alfred Tepe ein weiterer Ausbau mit zwei Querschiffen.
Im Zweiten Weltkrieg erlitt die Kirche ab 1942 mehrfach schwere Schäden, war aber schon Ende April 1945 wieder benutzbar. Nach einer (entgotisierenden) Neugestaltung wurde sie 1958 von Bischof Hengsbach erstmals eingeweiht. Die Orgelbaufirma Romanus Seifert & Sohn lieferte 1991 eine neue Orgel, die 2016 erweitert wurde. Da die Kirche über keinen Kirchturm verfügt, wurde die Fassade 2002 in Form einer Himmelsachse gestaltet.
Die ab 1960 in Buchholz hinzugekommenen Kirchen Heilig-Geist (1960–2010, dann abgerissen) und St. Nikolaus (1968–1999, seit 2009 Caritas-Zentrum) fielen nach 50 Jahren dem Rückgang der Kirchgängerzahlen zum Opfer.
Heute ist St. Judas Thaddäus Zentrum einer Pfarrei mit insgesamt 11 Kirchorten.

### Rektoren und Pfarrer
- 1900–1908: Franz Tosquinet († 1935)
- 1908–1917: Josef Zehnpfennig (ab 1910 Pfarrer)
- 1917–1925: Peter Deuß († 1925)
- 1926–1937: Wilhelm Kanzler († 1966)
- 1937–1938: Josef Thomas
- 1939–1953: Heinrich Albrod (ab 1946 Dechant)
- 1953–1961: Alois Theissen († 1961)
- 1961–1974: Wilhelm Schaaf († 1992)
- 1974–1986: Josef Barenborg († 2014)
- 1986–1990: Heinz Matena
- 1990–2008: Ludger Schepers (seit 2008 Weihbischof)
- 2008–2009: Klaus Wilhelm Mertes
- 2009–2023: Roland Winkelmann
- 2023- : Andreas Brocke (ab 2023 Pfarrer und Stadtdechant)